# Fahrradcodierung

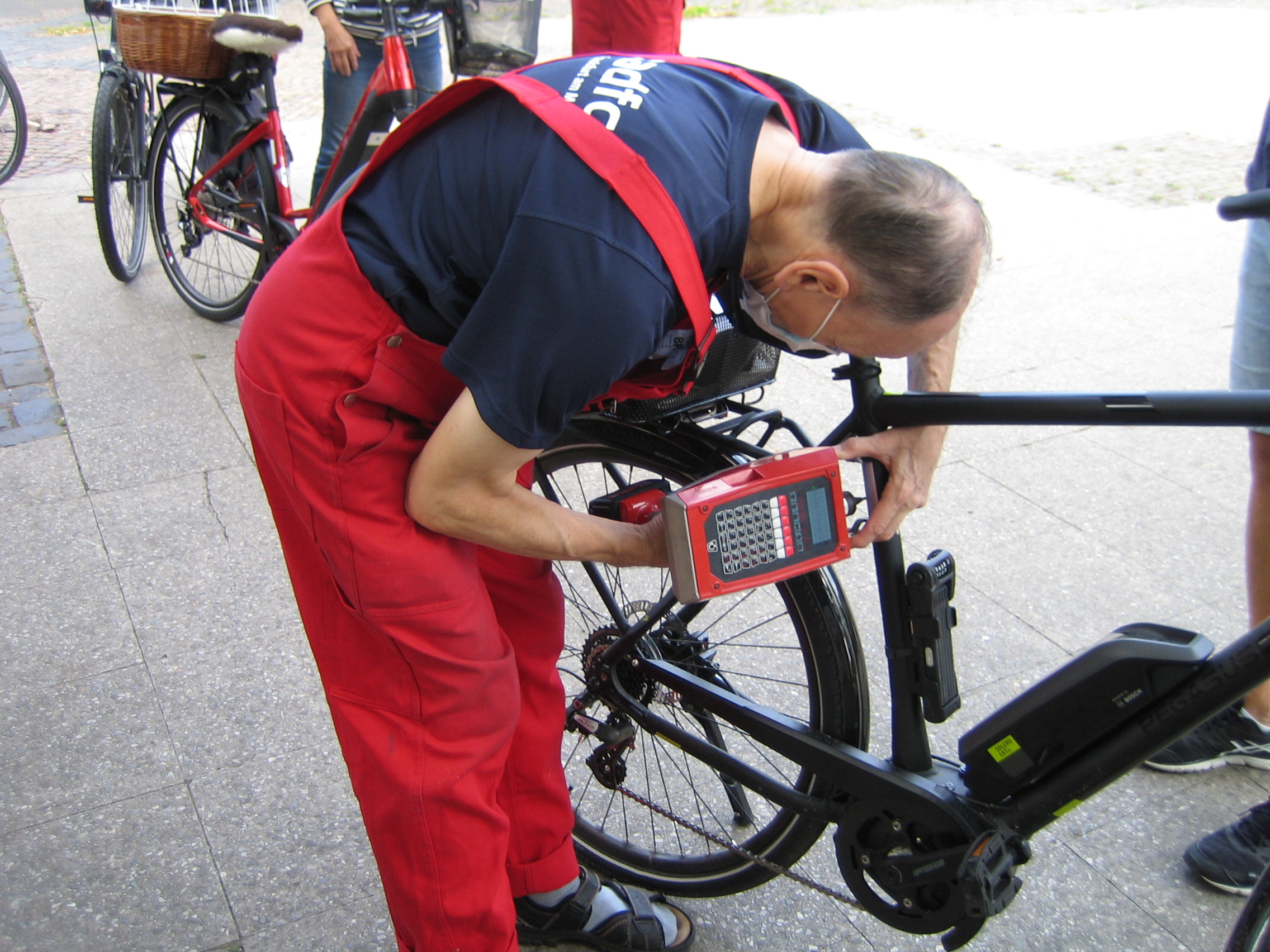
Nadelprägegerät der Fa. SIC Marking Systems GmbH

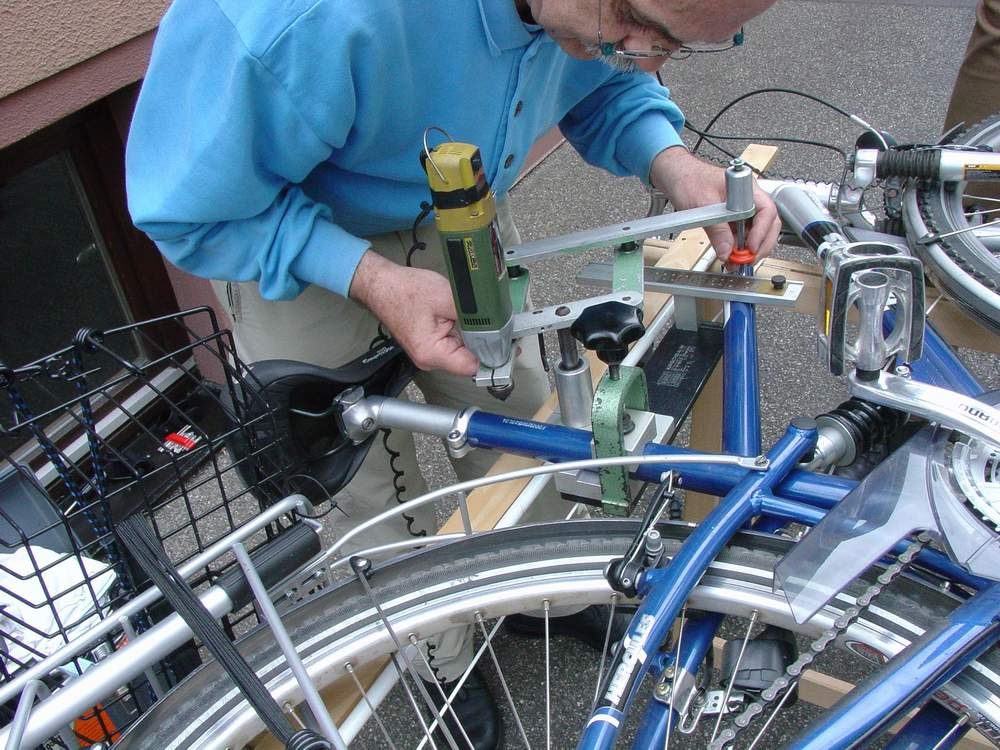
Gravurgerät der Firma Kirba

Fahrradcodierung ist eine Maßnahme, um
- Fahrraddiebstahl und den Verkauf von Rädern durch Diebe und Hehler zu erschweren,
- die Rückführung gefundener oder sichergestellter Fahrräder zu erleichtern,
- der Polizei und der Grenzpolizei die Überprüfung auf den wahren Eigentümer zu ermöglichen

## Geschichte
Die Fahrradcodierung in Deutschland begann 1993, als die Polizei in Bergisch Gladbach erste Versuche machte, Fahrräder mittels einer Signatur für Diebe und Hehler unattraktiv zu machen. Die Polizei in Gießen entwickelte das System weiter. Kurz danach schuf die Polizei in Friedberg (Hessen) das unter der Bezeichnung FEIN-Codierung (Friedberger Eigentümer-Identifikations-Nummer) bundesweit bekannt gewordene Codiersystem. Dieses hat inzwischen den größten Zuspruch aller entsprechenden Vorbeugungsmaßnahmen. Ein Vorstoß, dieses System durch die Innenministerkonferenz bundesweit verbindlich empfehlen zu lassen, scheiterte mit 15:1 Stimmen an der Weigerung Berlins, daran teilzunehmen. Nach den Statuten wäre Einstimmigkeit erforderlich gewesen. Bei der Polizei wird das bundesweite, vom Aufbau her identische Verfahren inzwischen unter der Abkürzung EIN (Eigentümer-Identifizierungs-Nachweis) geführt.
In Österreich wurde die Fahrradcodierung 1996 in Wels erstmals von der Polizei umgesetzt und danach über Linz, St. Pölten und Wiener Neustadt schließlich 1998 auch in Wien angeboten. Einige Gemeinden südlich des Brenners, so in Bruneck, haben lokale Systeme entwickelt, die der österreichischen Variante ähneln.
In Frankreich wird seit 2006 in mehreren Regionen eine Fahrradcodierung unter der Bezeichnung Bicycode angeboten, die den Charakter einer Fahrradregistrierung hat. Die Fahrradregistrierung ist seit 1. Januar 2021 Pflicht, ab 1. Juli 2021 auch für Gebrauchträder. Es gibt mehrere von der Association de Promotion et d’Identification de Cycles zugelassene „Autorisierte Identifikationsoperatoren“. Mehrere verschiedene technische Umsetzungen stehen dort zur Kennzeichnung mit einer zehnstelligen alphanumerischen Registrierungsnummer zur Verfügung.
In Dänemark existiert die Pflicht zur Fahrradcodierung bereits seit 1948 über die sog. VIN.
In manchen deutschen Landkreisen, Bundesländern sowie anderen Ländern existieren verschiedene amtliche Systeme zur Fahrradregistrierung. Darüber hinaus gibt es private und kommerzielle Anbieter.
Insgesamt ist zu unterscheiden zwischen der Fahrrad-Codierung und der Fahrrad-Registrierung. Bei der Codierung müssen keine Eigentümerdaten erfasst und gespeichert werden. Der Code selbst enthält alle nötigen Daten zur Identifizierung des Eigentümers. Bei der Registrierung verwendet man eine willkürliche, aber eindeutige Registrierungsnummer, mit der aus der jeweiligen Datenbank die registrierten Daten abgerufen werden können. Zugang und Lebensdauer einer solchen Datenbank hängen vom jeweiligen Betreiber ab.

## Aufbau des EIN-Codes

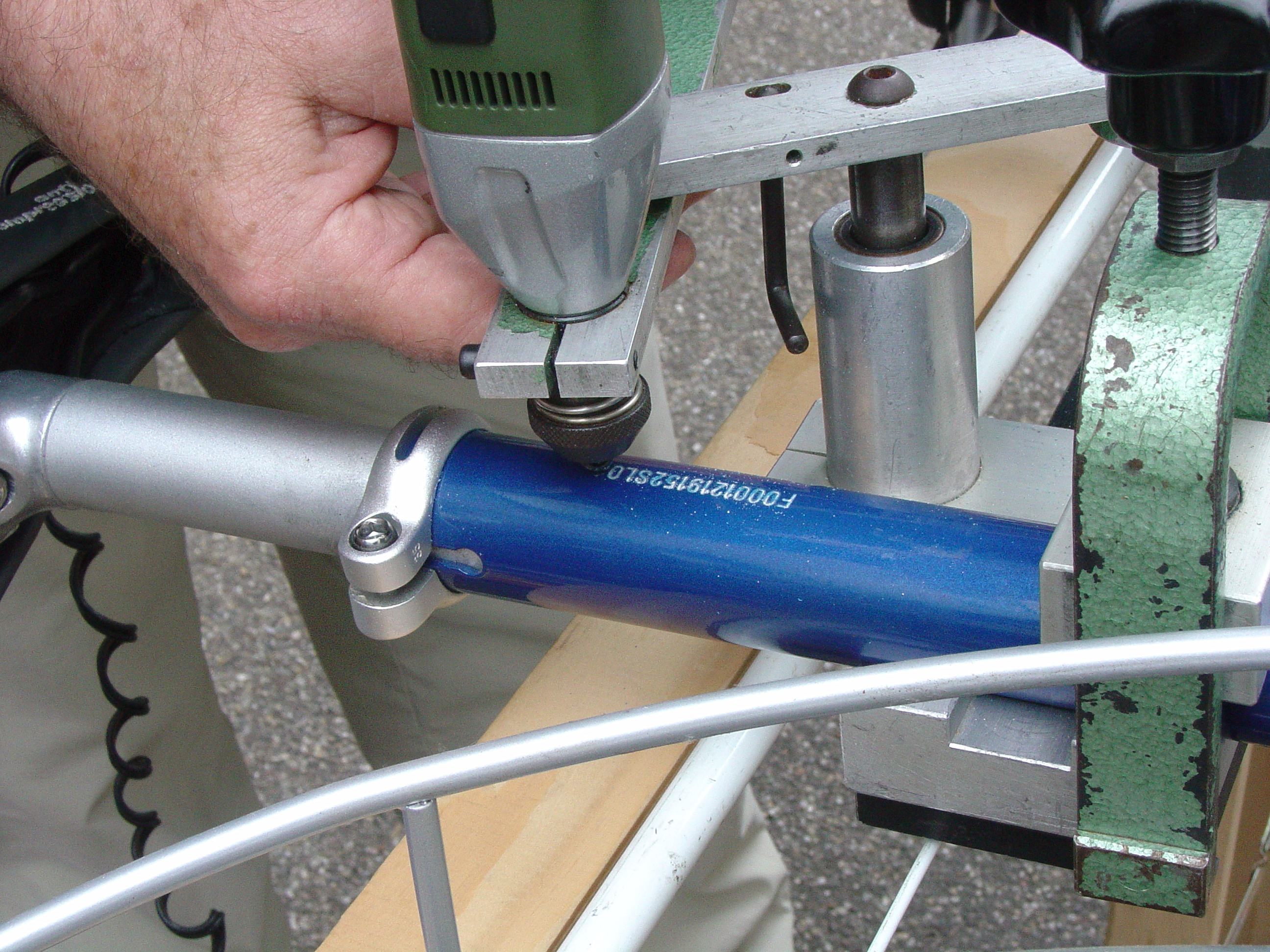
Eingravieren eines FEIN-Codes

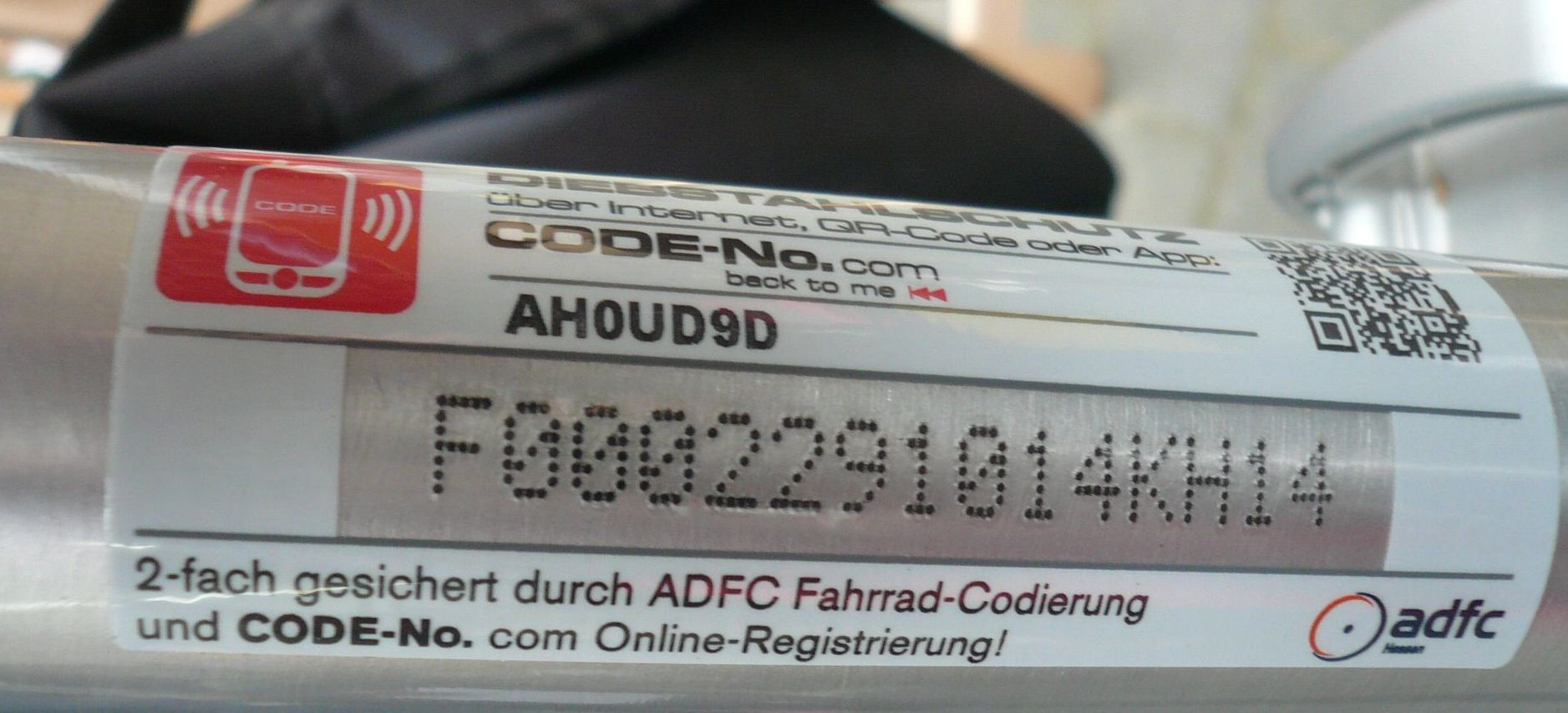
Codierung mittels Nadelprägung

Der EIN-Code („Eigentümer-Identifizierungs-Nummer“) wird nach dem Baukastenprinzip aus den individuellen Daten des Fahrrad-Eigentümers zusammengestellt und enthält in verschlüsselter Form den Wohnort, die Adresse und die Initialen des Eigentümers. Die örtlich zuständige Polizei kann anhand des Codes sehr schnell ermitteln, wo der mutmaßliche Eigentümer wohnt. Eine Anfrage beim Einwohnermeldeamt, wer für die mitenthaltenen Initialen in Frage kommt, engt den Kreis der vermutlich Bestohlenen auf maximal wenige Personen ein, denn nur etwa im Verhältnis 1:200 sind identische Initialen zu erwarten. Weitere Einzelheiten finden sich bei der Beschreibung der EIN-Codierung.
Aufgrund unterschiedlicher Voraussetzungen bezüglich der Verfügbarkeit von amtlichen Straßenschlüsseln kommen in den einzelnen Bundesländern teilweise leicht abweichende Verfahren zur Anwendung. Lediglich Berlin hat sich zu einer komplett abweichenden Verfahrensweise entschlossen. Dort wird statt der Anschrift das Geburtsdatum benutzt. Auch Bayern sieht sich nicht mehr in der Lage, flächendeckend Straßenschlüssel anzubieten. Dort wird daher häufig eine bis zu achtstellige Abkürzung des Straßennamens favorisiert.
Neben der FEIN-Codierung gibt es eine Reihe weiterer Varianten im In- und Ausland. Beispielsweise fand in Hamburg zeitweilig der Digicode eine gewisse Verbreitung. Ebenso gibt es Varianten mit RFID-Chips. Solche Varianten basieren oft auf einer anbieterspezifischen Lösung, die nur mittels dortiger zentraler Registrierung und/oder spezieller Lesegeräte funktionieren.
In Österreich wird das Codier-Verfahren mit leichter Modifikation ebenfalls angewandt.

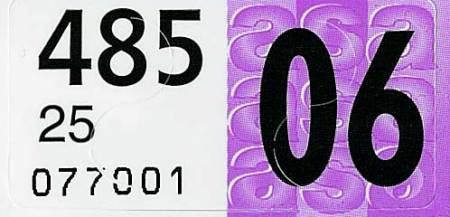
Velovignette

In der Schweiz war aufgrund einer Verpflichtung, Fahrräder versichern zu lassen und die entsprechende Velovignette am Rad anzubringen, die Codierung unüblich. Diese Versicherungspflicht ist seit 31. Dezember 2011 abgeschafft. Seither bietet die Genfer „fourrière“ (Abstellplatz für amtlich abtransportierte Fahrräder) ein dem FEIN-Code ähnliches System an, vergleichbar dem oben erwähnten „bicycode“ in Frankreich.

## Vorgehensweise
Der Ablauf der Codierung mittels Gravur stellt sich wie folgt dar:
1. Der Antragsteller weist mittels Personalausweis und Kaufquittung sein Eigentum nach.
2. Der für den Eigentümer gültige Code wird ermittelt und in einer Schablone gesetzt.
3. Mittels eines Pantografen wird dieser Code auf praktikable Größe reduziert.
4. Der Code wird in das Sattelrohr/Sitzrohr – knapp unterhalb der Sattelklemmung – eingefräst (etwa 0,15 mm tief).
5. Die Gravurstelle wird gegen Korrosion mit einer Klarsichtfolie geschützt, die gleichzeitig als ein optisches Signal an Diebe dient, dass das Fahrrad besonders gesichert und damit schwer verkäuflich ist.

Seit 2013 werden verstärkt Nadelprägegeräte eingesetzt, die deutlich weniger Zeit- und Arbeitsaufwand erfordern und wesentlich größere Flexibilität erlauben. Hier wird der Code direkt in ein Prägegerät eingegeben, das den Code dann mit einer Schlagnadel als Punktmatrix-Schrift in den Rahmen einschlägt.

## Erfolge
- In Gebieten, in denen die Codierung stark verbreitet ist, sinkt die Diebstahlquote und erhöht sich die Aufklärungsquote bei gestohlenen Rädern signifikant. Während bundesweit die Aufklärungsquote bei Fahrraddiebstählen durchschnittlich um 6 % liegt, steigt diese teilweise auf über 30 % an.
- Einige Versicherungen gewähren aufgrund geringerer Diebstahlquoten einen deutlichen Rabatt auf die Versicherungsprämie.
- Es sind mehrere Fälle bekannt geworden, wo die Codierung zur Aufklärung eines Diebstahls führte, obwohl der Fahrrad-Eigentümer diesen noch gar nicht bemerkt geschweige angezeigt hatte.

## Kritik an der Codierung
- Diverse Hersteller von Fahrradrahmen lehnen die Codierung aus Stabilitätsgründen ab und drohen mit Wegfall von Garantieleistungen.
- Händler befürchten Rahmenbrüche aufgrund vorgenommener Codierung.
- Häufig wird argumentiert, dass die Gravurstelle leicht ausgeschliffen werden kann.
- Gravur ist hinderlich bei Umzug oder Namensänderung.
- Keine zentrale Speicherung und Änderung der Eigentümerdaten, etwa bei Umzug oder Verkauf.
- Bei unsachgemäß entsorgten Fahrrädern können durch die Codierung feststellbare Erstbesitzer mit einem Ordnungsgeld belegt werden, auch wenn sie nicht dafür verantwortlich sind.
- Die Codes könnten von Kriminellen entschlüsselt werden, um beim Eigentümer einzubrechen

### Hindernisse
- Fräsungen beeinträchtigen die Stabilität des Rahmens. Sie dürfen daher nur an wenigen, relativ unbedenklichen Stellen, vorgenommen werden. Sehr dünnwandige Rahmen und Carbonrahmen dürfen auf keinen Fall graviert werden. Auch eine Prägung ist dort nicht zulässig.
- Diverse Rahmenformen, vor allem sogenannte „Fullies“  (fully suspended, d. h. voll gefederte Rahmen), eignen sich nur sehr eingeschränkt für die Gravur.

### Gegenargumente
Nach Auskunft der Befürworter sind bisher mehr als zwei Millionen Fahrräder im Bundesgebiet codiert worden, ohne dass die prophezeiten Schäden eingetreten sind. Es wird lediglich eingeräumt, dass diese bei unprofessioneller Vorgehensweise der Codierer eintreten könnten. Das Gutachten eines Professors der TH Aachen bestätige diesen Sachverhalt. Dieses Gutachten wird jedoch zum Teil erheblich kritisiert. Dass Codierungen ausgeschliffen werden können, halten die Anbieter für wenig relevant, weil dies zu aufwändigen Neulackierungen zwinge, was den an schnellem Umsatz interessierten Dieben nicht ins Konzept passe.
Umzug und Namensänderungen bei Heirat werden im Einwohnermeldeamt registriert und führen zu keiner wesentlichen Erschwerung bei der Suche nach dem mutmaßlichen Eigentümer. Dies gelte insbesondere dann, wenn die vom ADFC empfohlene Jahreszahl angefügt werde.
Gerade der Verzicht auf eine zentrale Speicherung sei ein besonderer Vorteil: Der Code funktioniert auch ohne jegliche Registrierung. Beim Verkauf weist die Codierung auf den vormaligen Eigentümer hin. Die Legitimation erfolgt hier einerseits durch einen schriftlichen Kaufvertrag, andererseits selbst noch über Rückfrage beim codierten Eigentümer und ist obendrein auch als Merkmal in Diebstahlsregistern hilfreich: Erst bei einer Diebstahlsmeldung erfolgt bei der Polizei eine bundesweit abrufbare Speicherung der Daten.
Dass Codes von Kriminellen in böser Absicht entschlüsselt werden können, um den Namen und Wohnort des Eigentümers herauszufinden, ist möglich.

### Alternativen zur Codierung
FoliencodierungDer Code wird auf eine Folie aufgedruckt und dann auf den Rahmen geklebt
ChipverfahrenEin kleiner am Fahrrad angebrachter Chip enthält eine eindeutige alphanumerische Zeichenfolge, die mittels eines Lesegerätes ausgelesen werden kann.
Beide Verfahren werden von Kritikern als teuer und im Ernstfall untauglich eingeschätzt. Sie argumentieren, dass diese Codierungen fast rückstandslos entfernbar seien und die Polizei nicht über die notwendigen Lesegeräte verfüge. Einige Anbieter dieser Systeme seien in den letzten Jahren finanziell gescheitert oder als Betrüger aufgeflogen.
Klebecodierungauch Etikettencodierung genannt, wird seit 2010 besonders vom ADFC Bayern stark vorangetrieben. Dabei wird ein handelsüblicher Etikettendrucker eingesetzt, der den im Übrigen mit EIN identischen Code auf eine stark klebende Folie aufträgt, die dann am Rahmen deutlich sichtbar angebracht wird. Diese Folien sind gegen mechanische, chemische und thermische Angriffe nicht dauerhaft gefeit.
Fahrrad-RegistrierungDieser hauptsächlich von Polizeidienststellen, aber auch privaten Unternehmen angebotene Service bedeutet, dass die für die Identifizierung eines Rades wichtigen Details wie Rahmennummer, Hersteller, Typ in einer eigenen Datenbank hinterlegt und das Fahrrad mit einem Aufkleber, der auf diese Registrierung hinweist, versehen wird. Die Fahrradregistrierung wurde bis ca. 1990 in den meisten Polizeidienststellen des Bundesgebietes angeboten, dann aber wegen mangelnder Effizienz und Personalmangel meist eingestellt. Es bleibt abzuwarten, ob sich die neuerdings zu beobachtende Wiederkehr dieser Registrierung als effizienter herausstellen wird. Registrierungen – auch kostenlose – bei privaten Anbietern zeitigen keinen erkennbaren Nutzen, da die Anzahl der dort gemeldeten Räder verschwindend gering ist.

## Anbieter von Codierungen

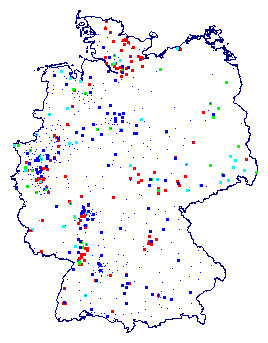
Codieranbieter in Deutschland
Legende
grün: Polizei
rot: Händler
blau: ADFC
klein: Ansprechpartner

- Vor allem in Ostdeutschland ist die Codierung quasi ein Monopol der Polizei, und wird dort meist kostenlos vorgenommen. Durch die Streichung von Stellen und Geldmitteln schwinden diese Angebote, wie beispielsweise 2009 in Leipzig. In einigen Regionen nimmt sich auch die Verkehrswacht dieser Aufgabe an.
- In Nord- und Süddeutschland gibt es neben den kostenpflichtigen Angeboten der Fahrrad-Clubs oder einzelner Fahrradhändler auch kostenlose Codieraktionen der Polizei (Hessen, Niedersachsen[6]), die sporadisch angeboten werden.
- In Österreich wird die Codierung durch Kontaktbeamte der Polizei durchgeführt;[7] außerdem bieten verschiedene Gemeinden bzw. Stadtpolizeien dies an.